# Kliči M za umor
Kliči M za umor (angleško Dial M for Murder) je ameriški kriminalni misteriozni film iz leta 1954, ki ga je režiral in produciral Alfred Hitchcock, v glavnih vlogah pa nastopajo Ray Milland, Grace Kelly, Robert Cummings in John Williams. Scenarij je napisal Frederick Knott in temelji na njegovi istoimenski igri, ki je bila premierno prikazana na BBC-ju leta 1952 ter nato junija istega leta še na londonskem West Endu in oktobra na newyorškem Broadwayu. Zgodba govori o upokojenem tenisaču Tonyju (Milland), ki izve za nezvestobo svoje žene Margot (Kelly) in se je poskuša znebiti.
Premierno je bil predvajan 18. maja 1954 v Philadelphii in 29. maja drugod po ZDA, sprva je bilo predvideno predvajanje v polarizirani 3D tehniki, toda zaradi težav in zmanjšanega zanimanja za to tehniko je bil v večini kinematografov predvajan v običajni 2D tehniki. Izkazal se je za finančno zmerno uspešnega s 6 milijoni USD prihodkov ob 1,4-milijonskem proračunu. Ameriški filmski inštitut ga je leta 2001 uvrstil na 48. mesto stotih najboljših ameriških trilerjev in leta 2008 na deveto mesto najboljših ameriških filmskih misterijev.

## Vloge
- Ray Milland kot Tony Wendice
- Grace Kelly kot Margot Mary Wendice
- Robert Cummings kot Mark Halliday
- John Williams kot glavni inšoektir Hubbard
- Anthony Dawson kot Charles Alexander Swann/kapitan Lesgate
- Leo Britt kot pripovedovalec na zabavi
- Patrick Allen kot detektiv Pearson
- Robin Hughes kot policist narednik
- Martin Milner kot policist
- George Leigh kot detektiv Williams
- George Alderson kot prvi detektiv